# 프랑켄슈타인 (1910년 영화)
프랑켄슈타인(Frankenstein)은 1910년 영화이다. 10여 분 짜리 영화이며 최초의 공포 영화로 알려져있다. 당시 새로운 필름 거꾸로 돌리기 방식을 사용하여 인형을 불태우는 장면을 역재생하여 프랑켄슈타인이 만들어지는 과정을 표현하였다. 에디슨 필름 제작으로 토머스 에디슨이 참여하였다.

## 출연

### 주연
- 찰스 오글
- 어거스터스 필립스
- 메리 풀러

## 기타
- 원작자: 메리 쉘리